# Anagyrus marquesanus
Anagyrus marquesanus är en stekelart som beskrevs av Timberlake 1941. Anagyrus marquesanus ingår i släktet Anagyrus och familjen sköldlussteklar. Inga underarter finns listade i Catalogue of Life.